# Południowa Afryka na Zimowych Igrzyskach Olimpijskich 1998
Południowa Afryka na Zimowych Igrzyskach Olimpijskich 1998 wystąpiła po raz trzeci na zimowej olimpiadzie. Południową Afrykę reprezentowało 2 sportowców – 1 mężczyzna i 1 kobieta. Żadnemu z zawodników nie udało się zdobyć medalu na tej olimpiadzie.

## Narciarstwo alpejskie
Mężczyźni
| Zawodnik        | Konkurencja  | Zjazd 1 | Zjazd 2 | Łącznie | Łącznie |
| Zawodnik        | Konkurencja  | Czas    | Czas    | Czas    | Poz.    |
| --------------- | ------------ | ------- | ------- | ------- | ------- |
| Alexander Heath | Super gigant |         |         | NU      | –       |
| Alexander Heath | Slalom       | 1:06.82 | 1:07.62 | 2:14.44 | 26      |

## Łyżwiarstwo figurowe
Kobiety
| Zawodniczka   | PK | PD | Wynik | Poz. |
| ------------- | -- | -- | ----- | ---- |
| Shirene Human | 23 | 24 | 35.5  | 24   |